# Tiraque (plaats)
Tiraque (Quechua: T'iraqi) is een kleine stad in het departement Cochabamba, Bolivia. Het is de hoofdplaats van de gelijknamige gemeente, gelegen in de eveneens gelijknamige provincie. 
Bij de census van 2012 was ze naar aantal inwoners de 166ste stad van Bolivia. In de gemeente Tiraque spreekt 92,7 procent van de bevolking Quechua.

## Bevolking
| Jaar | Populatie |
| ---- | --------- |
| 1992 | 1.602     |
| 2001 | 1.906     |
| 2012 | 2.398     |